# Анна Мария Луиза Медичи
А́нна Мари́я Луи́за Ме́дичи (нем. Anna Maria Luisa von Medici, итал. Anna Maria Luisa de Medici; 11 июля 1667, Флоренция, великое герцогство Тосканское — 18 февраля 1743, там же) — принцесса из дома Медичи, дочь Козимо III, великого герцога Тосканы. Жена курфюрста Иоганна Вильгельма из дома Виттельсбахов; в замужестве — пфальцграф-курфюрстина Пфальца, пфальцграф-герцогиня Пфальц-Нейбурга, герцогиня Юлиха и Берга. Брак был бездетным.
Последняя представительница прямой линии дома Медичи, великих герцогов Тосканы. Овдовев, вернулась на родину, где в статусе первой дамы жила при дворе во Флоренции. Усилия отца, пытавшегося получить для неё инвеституру в великом герцогстве и объявить своей наследницей, успеха не имели. От формального титула регента великого герцогства Тосканы, предложенным ей новым правителем из Лотарингского дома, она отказалась.
Покровительствовала искусствам. При ней двор в Нейбурге стал одним из важных музыкальных и театральных центров в Европе. После смерти младшего брата унаследовала огромное состояние великих герцогов Тосканы. Вместе со зданиями Уффици, палаццо Питти и виллами Медичи, завещала Флоренции собрания произведений искусства, принадлежавшие её семье, с условием, что никакая часть из этих коллекций никогда не покинет пределов города. Останки принцессы покоятся в усыпальнице Медичи в базилике Святого Лаврентия во Флоренции, которая была достроена на её средства.

## Биография

### Семья и ранние годы

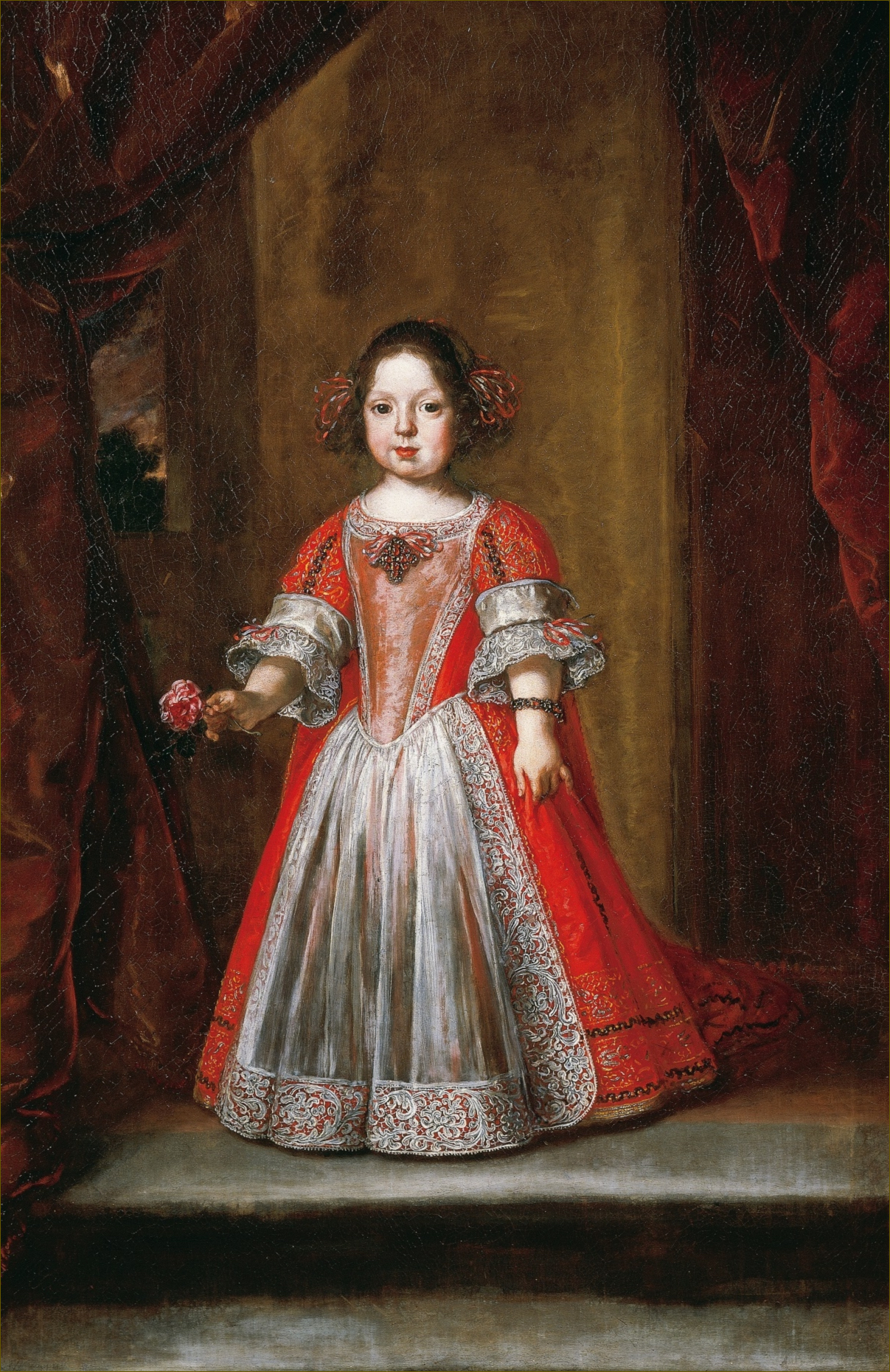
Портрет принцессы кисти Сустерманса (1670). Уффици

Анна Мария Луиза родилась во Флоренции 11 июля 1667 года. Родители принцессы, великий герцог Козимо III и Маргарита Луиза Орлеанская, двоюродная сестра короля Людовика XIV, не любили друг друга. Их брак носил династических характер. Всего в монаршей семье родились трое детей: у Анны Марии Луизы были братья — старший, великий принц Фердинандо и младший, принц Джан Гастоне, ставший последним великим герцогом Тосканы из дома Медичи. Поняв, что беременна вторым ребёнком, мать принцессы пыталась спровоцировать выкидыш при помощи верховой езды на большой скорости, но у неё ничего не вышло. Вскоре после рождения, Анна Мария Луиза была крещена, получив все три имени в честь тётки по матери и своей восприемницы, герцогини Анны Марии Луизы де Монпансье. Восприемником принцессы стал дядя её отца, кардинал Леопольдо Медичи.
Отношения родителей принцессы не улучшились и после рождения третьего ребёнка. Великий герцог продолжал игнорировать требования жены, посвящая своё время делам государства и благочестия. В отместку великая герцогиня постоянно оскорбляла мужа. Известен случай, когда она назвала его «нищим женихом» в присутствии папского нунция.
В декабре 1674 года их брак фактически распался. Оба подписали соглашение, по которому великий герцог Козимо III разрешил жене покинуть двор во Флоренции и обеспечил ей ежегодное содержание в размере восьмидесяти тысяч ливров. Взамен Маргарита Луиза Орлеанская отказалась от всех привилегий, которые полагались ей, как внучке Франции и своими наследниками признала их детей. В 1675 году она вернулась на родину, где некоторое время жила в монастыре святого Петра на Монмартре. Анна Мария Луиза больше никогда не виделась с матерью. Воспитание юной принцессы было доверено бабке, вдовствующей великой герцогине Тосканы.

### Проекты замужества

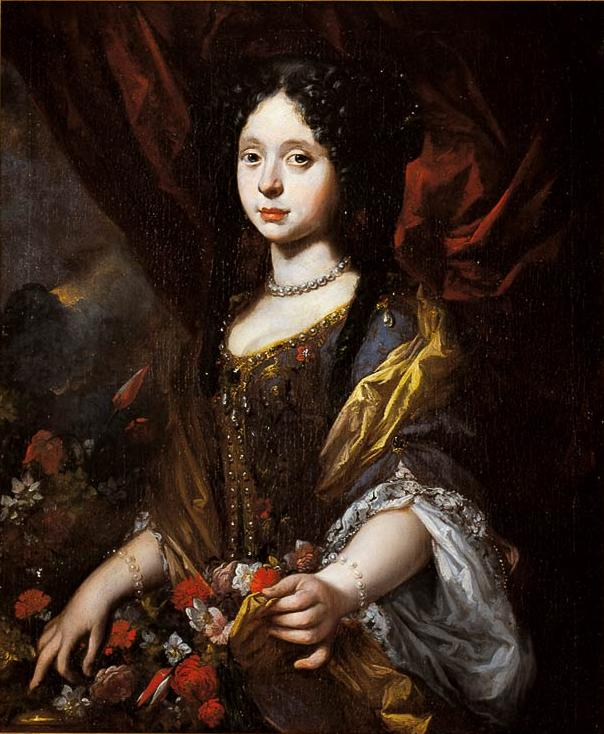
Портрет кисти Франки (1680-е)

В 1669 году кандидатура Анны Марии Луизы рассматривалась в качестве будущей жены великого дофина Людовика, сына и наследника короля Франции. Козимо III не понравилась идея союза с французским королевством из-за плохих отношений с женой, двоюродной сестрой короля Людовика XIV, и он оставил дочь при дворе во Флоренции. Великий герцог предложил её в жены Педру II, королю Португалии, но министры отговорили монарха, напугав его тем, что принцесса унаследовала характер своей матери и будет доминировать над ним. На самом же деле у Анны Марии Луизы был характер отца и бабушки Виктории.
В 1683 году великий герцог рассматривал проект замужества обожаемой им дочери и Виктора Амадея II, герцога Савойского. Однако переговоры были сорваны матерью жениха по заказу французского короля, который не желал союза между двумя итальянскими владетельными домами. На предложение Якова II, короля Англии и Шотландии выдать Анну Марию Луизу за его шурина Франческо II, герцога Моденского, отказом ответил сам великий герцог. Это произошло по двум причинам: во-первых, принцесса не могла выйти замуж за того, кто не носил титул Королевского высочества, во-вторых, жених был сыном Лауры Мартиноцци, племянницы кардинала Джулио Мазарини, происходившей не из владетельного дома.
В 1689 году, вскоре после смерти королевы Марии Луизы, двор в Мадриде стал подыскивать новую жену для короля Карла II. Главными кандидатками были Анна Мария Луиза и Мария Анна, принцесса Пфальцская, которая и стала новой королевой. В 1690 году император Леопольд I предложил овдовевшему Иоганну Вильгельму, курфюрсту Пфальца, жениться на принцессе Анне Марии Луизе, за которой отец давал приданое в триста тысяч скудо. С этой целью в феврале 1691 года император даровал курфюрсту титул Королевского высочества. Несмотря на попытки давления со стороны Людовика XIV, опасавшегося альянса великого герцогства с империей, Козимо III согласился на этот брак.

### Курфюрстина

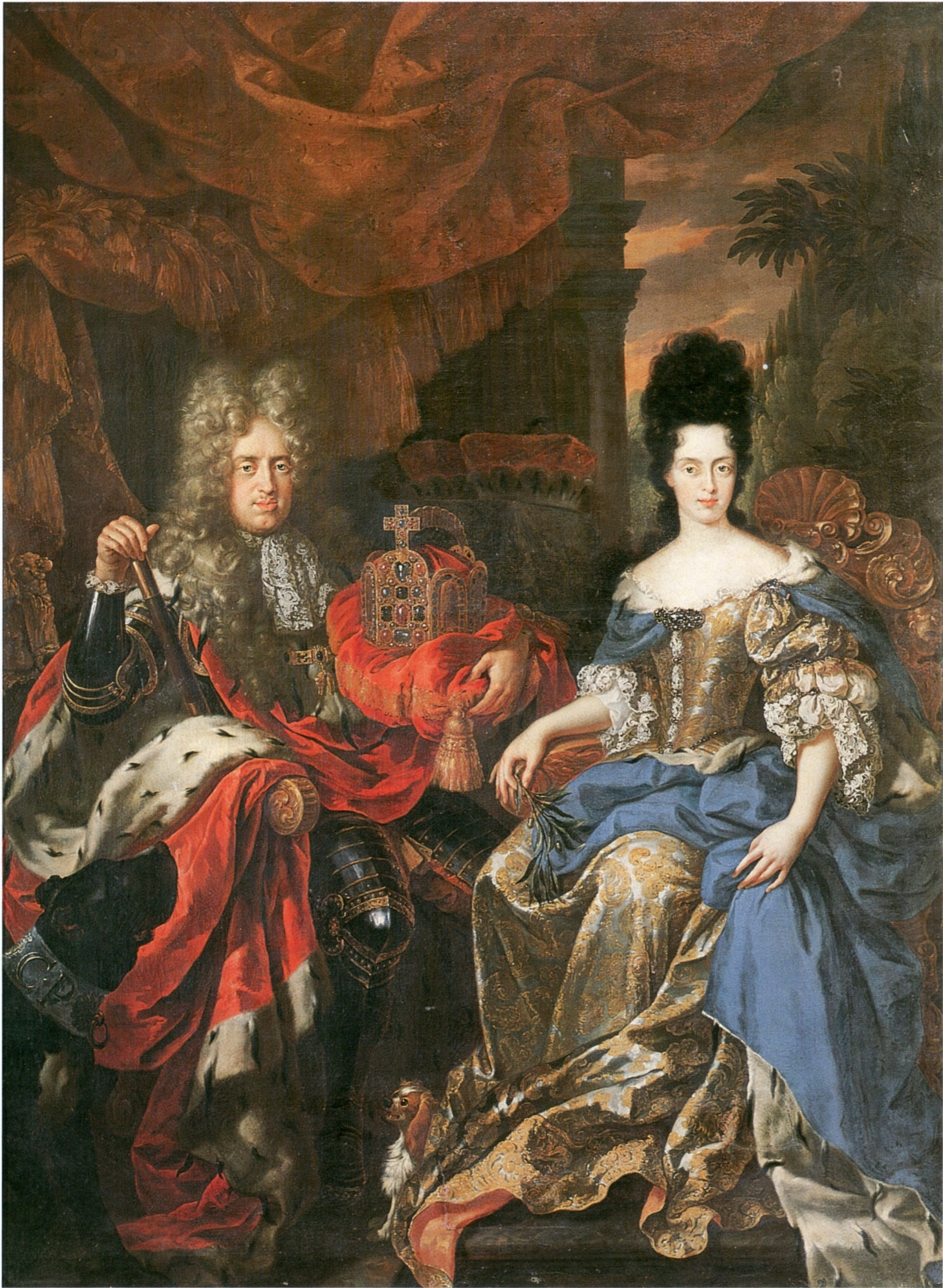
Портрет курфюрста и курфюрстины Пфальца кисти Дувена (1708)

Брак Анны Марии Луизы с Иоганном Вильгельмом (19.4.1658 — 8.6.1716), пфальцграф-курфюрстом Пфальцским, пфальграф-герцогом Пфальц-Нойбургским, герцогом Юлихским и Бергским, герцогом Камским и Верхнепфальцским из дома Виттельсбахов был заключён по доверенности 29 апреля 1691 года. 6 мая того же года, в сопровождении младшего брата, принцесса выехала из Флоренции в Дюссельдорф. Муж встретил её в Инсбруке, где состоялась официальная церемония бракосочетания. Во владениях самого курфюрста в то время шла война за Пфальцское наследство. В 1692 году у беременной курфюрстины случился выкидыш. К тому же Иоганн Вильгельм заразил жену сифилисом, что, по мнению самой Анны Марии Луизы, сделало её бесплодной. Тем не менее, брак их хоть и был бездетным, но оказался счастливым; во многом, благодаря тому, что у обоих супругов были общие увлечения — театр и музыка.
Став курфюрстиной, Анна Мария Луиза оказывала покровительство многочисленным музыкантам и драматургам, чей талант превратил двор в Дюссельдорфе в один из известных европейских музыкальных центров. Её стараниями был построен театр, где ставились комедии французского драматурга Мольера. Она пригласила возглавить придворную капеллу итальянского композитора Фортунато Келлери. По приглашению курфюрстины в Дюссельдорфе работал другой итальянский композитор и музыковед Агостино Стеффани. Не меньшее внимание, чем музыке ,Анна Мария Луиза уделяла искусству и архитектуре. По просьбе жены,Иоганн Вильгельм построил великолепный барочный замок Бенсберг и изменил окружавший его ландшафт таким образом, чтобы тот напоминал курфюрстине родные для неё тосканские пейзажи. Строительство замка возглавил итальянский архитектор Маттео Альберти.
Находясь вдалеке от двора во Флоренции, Анна Мария Луиза не утратила влияния на отца, с которым постоянно переписывалась. Курфюрстина также переписывалась с дядей-кардиналом Франческо Марией, правителем Сиены, которого порицала за распутное поведение. По просьбе отца она организовала свадьбу младшего брата. 4 марта 1697 года в Дюссельдорфе его женили на Анне Марии Франциске, принцессе из дома Асканиев и наследнице Саксен-Лауэнбургского герцогства; брак оказался несчастливым, и спустя некоторое время супруги развелись. В том же 1697 году был заключён Рейсвейкский мир, положивший конец войне за Пфальцское наследство. Армия французского королевства покинула территорию курфюршества Пфальц. В качестве компенсации Иоганн Вильгельм получил также графство Меген. В 1705 году, по просьбе курфюрста Бранденбурга, он, будучи католиком, даровал в своих владениях свободу вероисповедания протестантам, бежавшим из французского королевства после Нантского эдикта.

### Неудавшаяся наследница

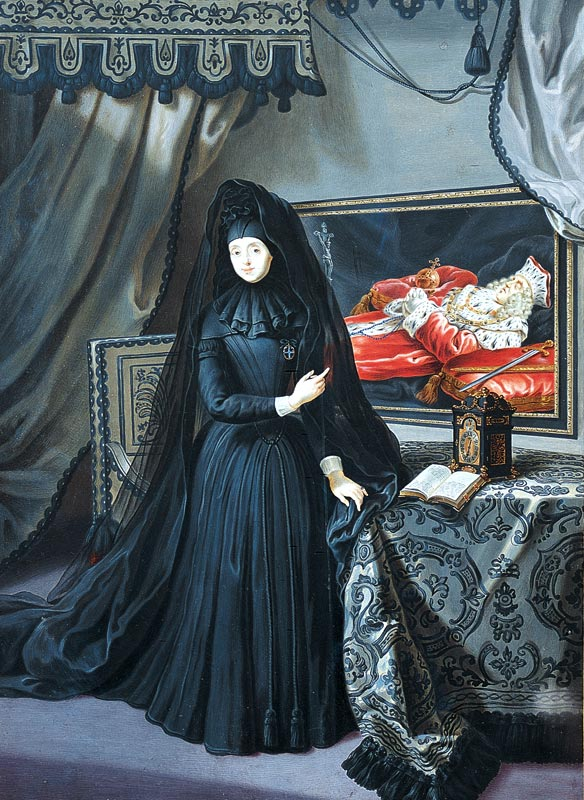
Портрет вдовствующей курфюрстины кисти Дувена (1717)

Предполагая, что может прерваться мужская линия великих герцогов Тосканы из дома Медичи, Козимо III решил добиться признания у европейских монархий наследницей свою дочь. В преддверии заключения Утрехтского мира ему удалось достичь предварительной договорённости с новым императором Карлом VI о том, что в случае пресечения мужской линии в династии, тот предоставит инвеституру над великим герцогством Анне Марии Луизе.
Вопрос о престолонаследии обострился после смерти младшего брата великого герцога, который отказался от сана кардинала и женился на принцессе Элеоноре Луизе Гонзага-Гвасталльской, но умер в 1711 году бездетным. Вслед за ним в 1713 году тоже бездетным умер великий принц Тосканы, старший сын Козимо III. Великий герцог не рассчитывал на потомство от младшего сына-гомосексуала, и потому объявил своей наследницей дочь, для чего предложил тосканскому сенату принять соответствующий законопроект, который предусматривал, что в случае смерти Козимо III и его наследника Джан Гастоне новой правительницей великого герцогства Тосканского станет Анна Мария Луиза. Против этого, отрицая предварительную договорённость, выступил император Карл VI, который в то время рассчитывал с пресечением династии восстановить Флорентийскую республику. Он напомнил Козимо III, что великое герцогство является имперским леном, и только император в праве изменять в нём законы престолонаследия. Между дворами в Вене и во Флоренции начались дипломатические переговоры.
Ситуация усложнилась тем, что о правах на тосканское наследство заявила представительница дома Фарнезе — Елизавета Пармская, королева Испании. Она мотивировала это тем, что являлась правнучкой Марии Тосканской, королевы Франции. В мае 1716 года император Карл VI признал право наследования Анны Марии Луизы, заявив о необходимости дальнейших переговоров о тосканском наследстве между Габсбургами и Медичи. Он даже предложил великому герцогу в качестве компенсации область Президий, но вскоре отказался от своего предложения. В 1718 году император объявил неприемлемым решение Козимо III назначить своим наследником представителя дома Эсте. Таким образом, великий герцог надеялся сохранить оба государства под управлением одного правителя, имевшего родственные связи с домом Медичи.
8 июня 1716 года Анна Мария Луиза похоронила мужа. Новый курфюрст Карл III Филипп сделал жизнь вдовствующей курфюрстины в Дюссельдорфе невыносимой. По предложению отца она вернулась во Флоренцию в октябре 1717 года. По возвращении на родину Анна Мария Луиза стала единоличной хозяйкой двора при постаревшем великом герцоге. Её младший брат делам государства предпочитал развлечения в собственном поместье. Большое состояние, доставшееся вдовствующей курфюрстине после смерти супруга, она щедро тратила на благотворительность и благоустройство двора, заслужив уважение местной знати. К ней обращались за советом и арбитражем.
В апреле 1718 года короли Георг I и Людовик XV и Республика Соединённых провинций, а позднее и император Карл VI, признали наследником трона великого герцогства сына Елизаветы Пармской, дона Карлоса, инфанта Испании. Таким образом, попытка Козимо III назначить наследницей дочь потерпела неудачу. В 1721 году умерла Маргарита Луиза. Драгоценности великой герцогини, которые по соглашению от 1674 года между ней и мужем должны были наследовать их дети, отошли к дальней родственнице покойной — Елизавете Терезе, принцессе Эпинуа.

### Поздние годы
В 1723 году, после смерти Козимо III, ему наследовал Джан Гастоне. Он не любил сестру, которой не мог простить участие в организации своего неудачного брака. Только чтобы расстроить её, презиравшую либерализм, новый великий герцог отменил все антисемитские законы своего предшественника. Анне Марии Луизе пришлось покинуть покои в палаццо Питти и переехать на виллу Ла-Квиете, которую она благоустроила при помощи садовника Себастьяно Рапи и архитекторов Джованни Баттиста Фоджини и Паоло Джованоцци.
Не сложились отношения у вдовствующей курфюрстины и с Виолантой Беатрисой, вдовствующей великой принцессой Тосканской. Та даже попыталась вернуться на родину в Мюнхен, когда узнала о возвращении золовки во Флоренцию, но покойный свёкор убедил её остаться, назначив правительницей Сиены. Тем не менее, обе женщины изо всех сил старались улучшить отношение подданных к Джан Гастоне, который редко появлялся на публике, чем породил слухи о своей преждевременной смерти. Их попытки потерпели неудачу. Великий герцог деградировал так сильно, что уже не мог обойтись без морально разложившегося окружения. Виоланта Беатриса умерла в 1731 году. Джан Гастоне скончался в 1737 году.
За год до смерти младшего брата Анны Марии Луизы дон Карлос, инфант Испании, утратил права на трон великого герцогства, которое, по итогам войны за польское наследство перешло к Францу Стефану, бывшему герцогу Лотарингии. Посланник нового великого герцога, Марк де Бово, принц де Краон, предложил последней представительнице главной ветви дома Медичи стать регентом до прибытия нового правителя. Она отказалась. Ей позволили вернуться в свои покои в палаццо Питти.
Анна Мария Луиза осталась единственной наследницей всего состояния династии, включавшего большие денежные суммы, обширную коллекцию произведений античного, средневекового и ренессансного искусства, монаршии мантии и земли в бывшем герцогстве Урбино. Последние годы жизни она продолжила заниматься благотворительностью и курировала завершение возведения капеллы принцев во Флоренции. 31 октября 1737 года ею был подписан замечательный документ, получивший название «Семейного пакта». Согласно этому документу, Анна Мария Луиза завещала всю собственность дома Медичи на территории великого герцогства государству с условием, что ничто из завещанного ею движимого имущества никогда не будет вывезено из Флоренции. Пакт был принят новым великим герцогом. Коллекция великих герцогов из дома Медичи положила начало галерее Уффици и собраниям в палаццо Питти и на виллах Медичи.
Анна Мария Луиза умерла 18 февраля 1743 года от «тяжести в груди». По свидетельству очевидцев, сразу после её смерти в течение нескольких часов был сильный шторм, за которым на небе появилось яркое солнце. Она была похоронена в капелле Медичи в базилике святого Лаврентия, на продолжение благоустройства которой завещала часть своих средств. Долгое время считалось, что причиной смерти вдовствующей курфюрстины была конечная стадия сифилиса, которым она заразилась от мужа. Экспертиза останков, проведённая в 2013 году, опровергла это мнение.